# Teràpia de grup
La teràpia de grup o teràpia grupal és una psicoteràpia durant la qual un o diversos terapeutes tracten diversos pacients al mateix temps.
El tractament en grup revelaria efectes positius que no serien obtinguts en el moment de sessions individuals. La teràpia de grup es presenta generalment sota la forma d'expressions verbals, de diàlegs però utilitzen de vegades pràctiques implicant les emocions o el cos, com en el psicodrama o el joc de papers. Una certa plaça hi és deixada a la improvisació.

## Història
En els anys 1930, per al tractaments dels esquizofrènies han estat reunits de manera experimental en grups a Viena.
A Califòrnia, en 1962, va ser fundat l'Institut Esalen amb l'objectiu d'afavorir les trobades entre les diverses formes de teràpies. Aquestes últimes presentant-se com a diferents de la psicoanàlisi i de la teràpia conductual.
Aquestes noves teràpies no succeeixen a França que al començament dels anys 1970.
En 1972, creació d'un centre de desenvolupament del potencial humà, de la psicologia humanista, que introdueix els mètodes dits de Gestalt, bioritme, entrenament autogen, etcètera.
En 1982, es crea l'associació del crit primal a partir de la teoria d'Arthur Janov.
Didier Anzieu porta en aquesta època un estudi sobre la dinàmica dels grups. Comença la idea del psicodrama. Existeix avui més de 300 teories de la psicoteràpies sense base teòrica comuna. Soles algunes han estat objecte d'avaluacions segons el model científic : els teràpies psicoterapèutiques, cognitiu-comportementals, Teràpies sistemàtiques i EMDR. Des dels anys 1980, un cert nombre entre els altres són criticades, principalment per a la seva utilització abusiva de manera potencial per profans o terapeutes formats insuficientment.

## Objectius
La teràpia en grup permetria als participants verificar la seva relació als altres o encara d'aprendre a integrar-se a un grup o a viure socialment. Els mètodes d'escolta, de reformulació, d'interrogacions i els jocs de papers donen al terapeuta la possibilitat d'ajudar l'expressió del participant i l'avançament de les seves innovacions.

## Pràctiques
- tècnics d'expressió oral: teràpia pel relat, el crit, el riure, crit.
- tècniques d'expressió corpòria: sofrologia, relaxació, mima.
- tècniques per afectar-lo: massatge.
- tècniques d'expressió plàstica, musical, escriptura, o teatrals: psicodrama, joc de paper.